# Хайнц, Катарина
Катарина Хайнц (нем. Katharina Heinz, 27 июня 1987, Зиген, Северный Рейн-Вестфалия) — немецкая скелетонистка, выступающая за сборную Германии с 2006 года. Чемпионка мира среди юниоров, обладательница Межконтинентального кубка, серебряная призёрша чемпионата Европы, победительница национального первенства.

## Биография
Катарина Хайнц родилась 27 июня 1987 года в городе Зиген, федеральная земля Северный Рейн-Вестфалия. Активно заниматься скелетоном начала в возрасте шестнадцати лет, в 2006 году, одержав победу на внутреннем чемпионате Германии, прошла отбор в национальную сборную и стала принимать участие в крупнейших международных стартах, показывая довольно неплохие результаты. В частности, дебютировала на этапах европейского кубка, показав седьмое время на трассе в Кёнигсзее. В сезоне 2007/08 впервые поучаствовала в заездах Межконтинентального кубка, а на этапе Кубка Америки в канадском Калгари завоевала золотую медаль. Через год стала обладательницей Межконтинентального кубка, кроме того, удостоилась звания чемпионки мира среди юниоров. Однако на взрослом чемпионате мира 2009 года в американском Лейк-Плэсиде пришла к финишу только девятнадцатой.
В ноябре 2010 года Хайнц дебютировала в Кубке мира, первый этап в канадском Уистлере завершился для неё восьмым местом. Она поучаствовала по всех восьми этапах сезона и после их окончания расположилась в мировом рейтинге сильнейших скелетонисток на седьмой строке. На домашнем чемпионате мира в Кёнигсзее финишировала шестой, тогда как на европейском первенстве в Винтерберге — лишь восьмой. В следующем году вновь была постоянной участницей всех этапов мирового кубка, но на сей раз пополнила медальную коллекцию двумя серебряными наградами и одной бронзовой, заняв в общем зачёте пятое место. На чемпионате Европы 2012 года в Альтенберге добралась до второй позиции и получила, соответственно, серебряную медаль, при этом на мировом первенстве в Лейк-Плэсиде приехала седьмой.
Помимо занятий скелетоном Катарина Хайнц служит рядовой в вооружённых силах Германии, также учится на менеджера в колледже города Астбах.